# Ceylonese honingvogel
De Ceylonese honingvogel (Pachyglossa vincens, synoniem Dicaeum vincens) is een zangvogel uit de familie
Dicaeidae (bastaardhoningvogels).

## Verspreiding en leefgebied
Deze soort is endemisch in zuidwestelijk Sri Lanka.

## Status
De grootte van de populatie is niet gekwantificeerd maar de soort wordt omschreven als algemeen tot een hoogte van 900 meter. Het verspreidingsgebied is klein en de soort gaat achteruit door habitatverlies. Op de Rode lijst van de IUCN heeft deze soort daarom de status gevoelig.